# Ptérélaos (fils de Taphios)
Ptérélaos (en grec ancien : Πτερέλαος) était un roi des Taphiens dans la mythologie grecque.

## Famille
Ptérélaos était le fils de Taphios et donc le petit-fils du premier Ptérélaos. Une autre version fait de Taphios le fils de Poséidon et d'Hippothoé (fille de Mestor), ce qui en fait un petit-fils et un descendant du héros argien Persée,.
Ptérélaos était le père de plusieurs fils : Chromius, Tyrannus, Antiochus, Chersidamas, Mestor, Évères et d'une fille nommée Comaetho,

## Mythologie
Le dieu Poséidon, dont Ptérélaos avait la faveur, avait fait pousser sur sa tête un unique cheveu d'or magique qui, tant qu'il continuait à y pousser, le rendait immortel et invincible. Ptérélaos et les siens pillèrent le bétail du roimais il fut tué lors d'une expédition de représailles menée par Amphitryon (plus tard le beau-père d'Héraclès) après avoir été trahi par sa fille Comaétho. en effet, celle-ci était tombée amoureuse d'Amphitryon et avait arraché le cheveu d'or de la tête de son père, le laissant sans défense. Le royaume taphien vaincu fut remis aux alliés d'Amphitryon, dont Céphale. Céphale régnait sur de nombreuses îles, et ses disciples furent connus sous le nom de Céphalléniens. Ulysse était un descendant de Céphale par la lignée suivante : Céphale - Arcésios - Laërte - Ulysse.